# Stany Zjednoczone na Halowych Mistrzostwach Świata w Lekkoatletyce 2010
Reprezentacja Stanów Zjednoczonych na halowe mistrzostwa świata 2010 liczyła 53 zawodników.
Poza pewnymi wyjątkami (np. w wielobojach) indywidualną kwalifikację do występu w halowych mistrzostwach świata dawało pierwsze lub drugie miejsce w halowych mistrzostwach USA, kilku zawodników (m.in. Ryan Whiting) zrezygnowało z wyjazdu do Ad-Dauhy wybierając start w odbywających się w tym samym terminie mistrzostw NCAA.
Początkowo w składzie znajdował się także sprinter Ivory Williams, lider list światowych w biegu na 60 metrów. Badania antydopingowe przeprowadzone podczas halowych mistrzostw USA w ostatni weekend lutego wykazały u niego obecność Tetrahydrokannabinolu – głównej substancji psychoaktywnej zawartej np. w marihuanie, co stanowi naruszenie przepisów antydopingowych i wykluczyło start Williamsa na tych zawodach. Na jego miejsce powołany do składu został trzeci zawodnik mistrzostw USA – Trell Kimmons.

## Mężczyźni
- Bieg na 60 m
  - Trell Kimmons
  - Michael Rodgers

- Bieg na 400 m
  - Bershawn Jackson
  - Jamaal Torrance

- Bieg na 800 m
  - Nick Symmonds
  - Duane Solomon

- Bieg na 1500 m
  - Will Leer
  - Garrett Heath

- Bieg na 3000 m
  - Bernard Lagat
  - Galen Rupp

- Bieg na 60 m przez płotki
  - Terrence Trammell
  - David Oliver

- Skok wzwyż
  - Jesse Williams
  - Dusty Jonas

- Skok o tyczce
  - Tim Mack
  - Derek Miles

- Skok w dal
  - Jeff Henderson
  - Randall Flimmons

- Trójskok
  - Brandon Roulhac
  - Walter Davis

- Pchnięcie kulą
  - Christian Cantwell
  - Cory Martin

- Siedmiobój
  - Trey Hardee
  - Bryan Clay

- Sztafeta 4 × 400 m
  - Bershawn Jackson, Jamaal Torrance, Greg Nixon, Tavaris Tate, Kerron Clement, LeJerald Betters

## Kobiety
- Bieg na 60 m
  - Carmelita Jeter
  - Mikele Barber

- Bieg na 400 m
  - Debbie Dunn
  - DeeDee Trotter

- Bieg na 800 m
  - Anna Pierce
  - Alysia Johnson

- Bieg na 1500 m
  - Erin Donohue
  - Sarah Bowman

- Bieg na 3000 m
  - Sara Hall
  - Desiree Davila

- Bieg na 60 m przez płotki
  - Virginia Powell
  - LoLo Jones

- Skok w dal
  - Brittney Reese
  - Brianna Glenn

- Trójskok
  - Erica McLain

- Skok wzwyż
  - Chaunte Howard Lowe

- Pchnięcie kulą
  - Jillian Camarena
  - Michelle Carter

- Pięciobój
  - Hyleas Fountain

- Sztafeta 4 × 400 m
  - Debbie Dunn, DeeDee Trotter, Allyson Felix, Natasha Hastings, Shareese Woods, Jessica Cousins